# Шубаев, Кенесбай Абдрахманович
Кенесбай Абдрахманович Шубаев (род. 5 августа 1985, Джезказган) — казахстанский футболист, полузащитник.

## Биография
Воспитанник карагандинского футбола. Играет на позициях крайнего полузащитника и опорника.
С 2006 года выступал в профессиональных соревнованиях за «Казахмыс» (Сатпаев). Двукратный победитель первой лиги Казахстана (2007, 2008). В период выступлений клуба в высшей лиге в 2009 году играл только за дубль и в ходе сезона покинул клуб.
В дальнейшем играл за середняков первой лиги «Гефест» (Караганда/Сарань), «Астана-1964», «Булат-АМТ» (Темиртау), «Каспий» (Актау), а также на короткий срок возвращался в «Казахмыс».
В 2015 году перешёл в клуб высшей лиги Кыргызстана «Алай» (Ош), с которым завоевал чемпионский титул, сыграв в сезоне 17 матчей и забив один гол.
В 2016 году перешёл в клуб первой лиги Казахстана «Махтаарал» и выступал за него два с половиной сезона. В апреле 2018 года курьёзный случай с игроком попал в объективы телекамер.
Летом 2018 года перешёл в клуб высшей лиги «Акжайык», но за оставшуюся часть сезона не провёл ни одного матча.
В 2019 году переходит в столичную команду «СДЮСШОР № 8», которая участвует во Второй лиге и выигрывает это первенство.

## Достижения
- «Казахмыс»:

 Первая лига Казахстана (2): 2007; 2008
- «Астана-1964»:

 Первая лига Казахстана: 2014
- «Алай»:

 Чемпионат Кыргызстана: 2015
- «СДЮСШОР № 8»:

 Вторая лига Казахстана: 2019